# Bastian Kolmsee
Bastian Kolmsee (* 11. März 1981 in Engelskirchen) ist ein ehemaliger deutscher Automobilrennfahrer.

## Karriere
Kolmsee begann im Jahr 1993 mit dem Kartsport. Bis zu seinem Wechsel in den Formelsport gewann er diverse Titel in den Junioren- und Seniorenkartmeisterschaften, unter anderem den 1. Platz Bundesmeisterschaft Pop Junioren 1995, den 1. Platz in der Bundesmeisterschaft Futura Junioren 1996 und den 1. Platz n der Landesmeisterschaft Nord/Süd IcA-Senioren 1998. Im Jahr 2000 startete Kolmsee in der internationalen deutschen Formel-Ford-Meisterschaft, in der er den 7. Gesamtrang belegte. Zwischen 2001 und 2003 fuhr er in der deutschen Formel-Volkswagen-Meisterschaft, die er 2002 und 2003 jeweils mit dem dritten Tabellenplatz abschloss.
Im Jahr 2003 stieg Kolmsee in den Deutschen Formel-3-Cup ein, in dem er im ersten Jahr den Titel gewann. Er fuhr für das Team HS Technik (heute HS Engineering). Kolmsee sicherte sich in dieser Saison vier Siege und insgesamt 217 Punkte und wurde zusätzlich Erster der Rookiewertung.
Nach seinem Triumph in der Formel 3 nahm Kolmsee an anderen Rennserien teil, darunter die deutsche Seat Leon Supercopa, in der 2005 den dritten und 2007 den vierten Gesamtplatz belegte. Zusätzlich erreichte er 2005 den zweiten Platz im European Masters des Seat Leon Supercopa.